# Boletina
Boletina (phát âm [ˈboːlɛtina]) là một khu định cư về phía đông của Ponikva ở khu đô thị Šentjur, miền đông Slovenia. Khu định cư, và toàn bộ khu đô thị, được bao gồm trong vùng thống kê Savinja, mà nó nằm trong phân vùng Slovenia của Công quốc lịch sử Styria. Gần với khu định cư là một trong những môi trường sống hiếm hoi nơi mà loài hoa phục sinh sinh sôi nảy nở tại Slovenia.